# Chan Hao-ching
Este es un nombre chino; el apellido es Chan (詹).
Hao-Ching Chan (Taipéi, 19 de septiembre de 1993) es una tenista profesional de China Taipéi. Es hermana de la tenista Chan Yung-jan.

## Torneos de Grand Slam

### Dobles

#### Finalista (1)
| Año  | Campeonato | Pareja           | Oponentes en la final              | Resultado |
| 2017 | Wimbledon  | Monica Niculescu | Yekaterina Makarova Yelena Vesnina | 0-6, 0-6  |

### Dobles mixto

#### Finalista (3)
| Año  | Campeonato        | Pareja        | Oponentes en la final              | Resultado        |
| 2014 | Wimbledon         | Max Mirnyi    | Samantha Stosur Nenad Zimonjić     | 4-6, 2-6         |
| 2017 | Abierto de EE.UU. | Michael Venus | Martina Hingis Jamie Murray        | 1-6, 6-4, [8-10] |
| 2019 | Abierto de EE.UU. | Michael Venus | Bethanie Mattek-Sands Jamie Murray | 2-6, 3-6         |

## Títulos WTA (21; 0+21)

### Dobles (21)
| Leyenda                                |
| -------------------------------------- |
| Grand Slam (0)                         |
| Juegos Olímpicos (0)                   |
| WTA Finals (0)                         |
| P. Mandatory & Premier 5, WTA 1000 (2) |
| Premier, WTA 500 (6)                   |
| International, WTA 250 (13)            |

| No. | Fecha                    | Torneo                | Superficie        | Pareja               | Oponentes en la final                  | Resultado        |
| 1.  | 5 de enero de 2013       | Shenzhen              | Dura              | Yung-Jan Chan        | Irina Buryachok Valeria Solovieva      | 6-0, 7-5         |
| 2.  | 4 de mayo de 2013        | Oeiras                | Tierra batida     | Kristina Mladenovic  | Darija Jurak Katalin Marosi            | 7-6(3), 6-2      |
| 3.  | 20 de abril de 2014      | Kuala Lumpur          | Dura              | Tímea Babos          | Yung-Jan Chan Saisai Zheng             | 6-3, 6-4         |
| 4.  | 21 de junio de 2014      | Eastbourne            | Hierba            | Yung-Jan Chan        | Martina Hingis Flavia Pennetta         | 6-3, 5-7, [10-7] |
| 5.  | 15 de febrero de 2015    | Pattaya City          | Dura              | Yung-Jan Chan        | Shuko Aoyama Tamarine Tanasugarn       | 2-6, 6-4, [10-3] |
| 6.  | 23 de mayo de 2015       | Núremberg             | Tierra batida     | Anabel Medina        | Lara Arruabarrena Ioana Raluca Olaru   | 6-4, 7-6(4)      |
| 7.  | 23 de agosto de 2015     | Cincinnati            | Dura              | Yung-Jan Chan        | Casey Dellacqua Yaroslava Shvédova     | 7-5, 6-4         |
| 8.  | 19 de septiembre de 2015 | Tokio (International) | Dura              | Yung-Jan Chan        | Misaki Doi Kurumi Nara                 | 6-1, 6-2         |
| 9.  | 14 de febrero de 2016    | Kaohsiung             | Dura              | Yung-Jan Chan        | Eri Hozumi Miyu Kato                   | 6-4, 6-3         |
| 10. | 27 de febrero de 2016    | Doha                  | Dura              | Yung-Jan Chan        | Sara Errani Carla Suárez               | 6-3, 6-3         |
| 11. | 16 de octubre de 2016    | Hong Kong             | Dura              | Yung-Jan Chan        | Naomi Broady Heather Watson            | 6-3, 6-1         |
| 12. | 5 de febrero de 2017     | Taipéi                | Dura              | Yung-Jan Chan        | Lucie Hradecká Kateřina Siniaková      | 6-4, 6-2         |
| 13. | 15 de octubre de 2017    | Hong Kong             | Dura              | Yung-Jan Chan        | Lu Jiajing Qiang Wang                  | 6-1, 6-1         |
| 14. | 24 de febrero de 2018    | Dubái                 | Dura              | Zhaoxuan Yang        | Su-Wei Hsieh Shuai Peng                | 4-6, 6-2, [10-6] |
| 15. | 12 de enero de 2019      | Hobart                | Dura              | Yung-Jan Chan        | Kirsten Flipkens Johanna Larsson       | 6-3, 3-6, [10-6] |
| 16. | 16 de febrero de 2019    | Doha                  | Dura              | Yung-Jan Chan        | Anna-Lena Grönefeld Demi Schuurs       | 6-1, 3-6, [10-6] |
| 17. | 29 de junio de 2019      | Eastbourne            | Hierba            | Yung-Jan Chan        | Kirsten Flipkens Bethanie Mattek-Sands | 2-6, 6-3, [10-6] |
| 18. | 21 de septiembre de 2019 | Osaka (Pacífico)      | Dura              | Yung-Jan Chan        | Hsieh Shu-ying Su-Wei Hsieh            | 7-5, 7-5         |
| 19. | 5 de febrero de 2023     | Hua Hin               | Dura              | Wu Fang-hsien        | Wang Xinyu Lin Zhu                     | 6-1, 7-6(6)      |
| 20. | 13 de enero de 2024      | Hobart                | Dura              | Giuliana Olmos       | Guo Hanyu Jiang Xinyu                  | 6-3, 6-3         |
| 21. | 21 de abril de 2024      | Stuttgart             | Tierra batida (i) | Veronika Kudermetova | Ulrikke Eikeri Ingrid Neel             | 4-6, 6-3, [10-2] |

#### Finalista (17)
| No. | Fecha                    | Torneo           | Superficie    | Pareja               | Oponentes en la final                   | Resultado           |
| 1.  | 12 de febrero de 2012    | Pattaya City     | Dura          | Yung-Jan Chan        | Sania Mirza Anastasia Rodionova         | 6-3, 1-6, [8-10]    |
| 2.  | 4 de marzo de 2012       | Kuala Lumpur     | Dura (i)      | Rika Fujiwara        | Kai-Chen Chang Chia-Jung Chuang         | 5-7, 4-6            |
| 3.  | 6 de abril de 2014       | Charleston       | Tierra batida | Yung-Jan Chan        | Anabel Medina Yaroslava Shvédova        | 6-7(4), 2-6         |
| 4.  | 26 de septiembre de 2015 | Tokio (Pacífico) | Dura          | Yung-Jan Chan        | Garbiñe Muguruza Carla Suárez           | 5-7, 1-6            |
| 5.  | 10 de octubre de 2015    | Pekín            | Dura          | Yung-Jan Chan        | Martina Hingis Sania Mirza              | 7-6(9), 1-6, [8-10] |
| 6.  | 25 de junio de 2016      | Eastbourne       | Hierba        | Yung-Jan Chan        | Darija Jurak Anastasia Rodionova        | 7-5, 6-7(4), [6-10] |
| 7.  | 27 de mayo de 2017       | Estrasburgo      | Tierra batida | Yung-Jan Chan        | Ashleigh Barty Casey Dellacqua          | 4-6, 2-6            |
| 8.  | 25 de junio de 2017      | Birmingham       | Hierba        | Shuai Zhang          | Ashleigh Barty Casey Dellacqua          | 1-6, 6-2, [8-10]    |
| 9.  | 15 de julio de 2017      | Wimbledon        | Hierba        | Monica Niculescu     | Yekaterina Makarova Yelena Vesnina      | 0-6, 0-6            |
| 10. | 5 de enero de 2019       | Brisbane         | Dura          | Yung-Jan Chan        | Nicole Melichar Květa Peschke           | 1-6, 1-6            |
| 11. | 7 de febrero de 2021     | Melbourne I      | Dura          | Yung-Jan Chan        | Barbora Krejčíková Kateřina Siniaková   | 3-6, 6-7(4)         |
| 12. | 7 de agosto de 2022      | San José         | Dura          | Shuko Aoyama         | Xu Yifan Zhaoxuan Yang                  | 5-7, 0-6            |
| 13. | 12 de febrero de 2023    | Abu Dabi         | Dura          | Shuko Aoyama         | Luisa Stefani Shuai Zhang               | 6-3, 2-6, [8-10]    |
| 14. | 25 de febrero de 2023    | Dubái            | Dura          | Yung-Jan Chan        | Veronika Kudermétova Liudmila Samsónova | 4-6, 7-6(4), [1-10] |
| 15. | 23 de junio de 2024      | Berlín           | Hierba        | Veronika Kudermetova | Wang Xinyu Zheng Saisai                 | 2-6, 5-7            |
| 16. | 29 de junio de 2024      | Bad Homburg      | Hierba        | Veronika Kudermetova | Nicole Melichar Ellen Perez             | 6-4, 3-6, [8-10]    |
| 17. | 6 de octubre de 2024     | Pekín            | Dura          | Veronika Kudermetova | Sara Errani Jasmine Paolini             | 4-6, 4-6            |

## WTA 125s

#### Dobles (1)
| N.º | Fecha                  | Torneos                | Superficie | Pareja        | Oponentes                       | Resultado |
| --- | ---------------------- | ---------------------- | ---------- | ------------- | ------------------------------- | --------- |
| 1.  | 9 de noviembre de 2014 | OEC Taipei Ladies Open | Carpet (i) | Yung-Jan Chan | Kai-Chen Chang Chia-Jung Chuang | 6-4, 6-3  |